# Duits voetbalkampioenschap 1908/09
1908/09 was het zevende Duitse voetbalkampioenschap ingericht door de DFB. Voor het eerst in drie jaar waren de twee grootste bonden van Berlijn opnieuw vertegenwoordigd. De VBB weigerde dit jaar een barragewedstrijd te spelen en hierop besliste de bond om beide kampioenen deel te laten nemen. Viktoria 89 haalde voor het derde jaar op rij de finale.

## Deelnemers aan de eindronde
| Club                        | Gekwalificeerd als               |
| --------------------------- | -------------------------------- |
| VfB Königsberg              | Kampioen van Noordoost-Duitsland |
| SC Alemannia Cottbus        | Kampioen Zuidoost-Duitsland      |
| Berliner TuFC Viktoria 89   | Kampioen Berlijn                 |
| FC Tasmania Rixdorf         | Kampioen Markse voetbalbond      |
| SC Erfurt 1895              | Kampioen Midden-Duitsland        |
| Altonaer FC 93              | Kampioen Noord-Duitsland         |
| 1. FC 1894 München-Gladbach | Kampioen West-Duitsland          |
| FC Phönix Karlsruhe         | Kampioen Zuid-Duitsland          |

## Eindronde

### Kwartfinale
| Datum       | Teams                       | Teams | Teams                     | Uitslag                   | Stadion                           |
| 2 mei 1909  | 1. FC 1894 München-Gladbach | –     | FC Phönix Karlsruhe       | 0:5 (0:4)                 | Duisburg, Platz des DSV           |
| 2 mei 1909  | Altonaer FC 93              | –     | FC Tasmania Rixdorf       | 4:2 (1:1)                 | Braunschweig, Eintracht-Platz     |
| 2 mei 1909  | VfB Königsberg              | –     | Berliner TuFC Viktoria 89 | 1:12 (0:6)                | Königsberg, Walter-Simon-Platz    |
| 16 mei 1909 | SC Erfurt 95                | –     | SC Alemannia Cottbus      | 4:3 n. V. (2:1, 3:3, 3:3) | Leipzig, Platz von Wacker Leipzig |

De West-Duitse kampioen was kansloos tegen de Zuid-Duitse kampioen. Otto Reiser scoorde al in de 20ste en 25ste minuut en Wilhelm Noë en Hermann Leibold scoorden nog voor de rust. In de 88ste minuut legde Arthur Beier de 0-5 score vast. 
Altona 93 stond al na drie minuten voor tegen Tasmania na een goal van Adolf Jäger, maar in de twaalfde minuut trapte Kurt Meye de gelijkmaker binnen. In de 64ste minuut kwam Altona opnieuw op voorsprong dankzij Karl Hanssen en vier minuten later dikte Gerhard Schmidt de score aan tot 3-1. In de 85ste minuut maakte Paul Fischer nog de aansluitingstreffer en net voor het affluiten scoorde Jäger zijn tweede doelpunt van de wedstrijd.
Nadat de Noordoost-Duitse kampioen vorig jaar voor het eerst in de eindronde speelde en afgestraft werd door Viktoria Berlin werden de Balten opnieuw uitgeloot tegen de Berlijnse topclub en ook nu kregen ze een royaal pak slaag. Niet meer alle doelpuntenmakers zijn bekend, maar Willi Worpitzky scoorde op zijn minst vier keer en Otto Dumke één keer. Pepp Münster kon voor Königsberg nog de eerredder binnen trappen.
Bij Erfurt-Cottbus stond het na 90 minuten 3-3 en in de verlengingen werd niet meer gescoord waardoor er nog een extra verlenging gespeeld werd waarin Erfurt in de 130ste minuut nog kon scoren.

### Halve finale
| Datum       | Teams                     | Teams | Teams          | Uitslag   | Stadion                           |
| 16 mei 1909 | Berliner TuFC Viktoria 89 | –     | Altonaer FC 93 | 7:0 (4:0) | Berlijn, Union-Platz              |
| 23 mei 1909 | FC Phönix Karlsruhe       | –     | SC Erfurt 95   | 9:1 (3:0) | Frankfurt am Main, Victoria-Platz |

Hoewel Berlijn al na 21 met tien man stond nadat Otto Dumke van het veld gestuurd werd, konden ze toch een hoge zege behalen tegen Altona. Na een goal van Worpitzky en twee van Röpnack stond het al na een half uur 3-0. Hierna scoorde Worpitzky nogmaals en Röpnack zelfs een hattrick. 
Ook Karlsruhe behaalde een monsterzege. Hermann Leibold en Emil Oberle scoorden al in de 7de en 9de minuut. Dankzij een goal van Wilhelm Noë werd het kort voor de rust nog 3-0. Na de rust scoorden Noë, Leibold en Oberle nog en maakte Otto Reiser een hattrick. Wie de eerredder scoorde voor Erfurt is niet meer bekend.

### Finale
| Datum       | Teams               | Teams | Teams                     | Uitslag   | Stadion                              |
| 30 mei 1909 | FC Phönix Karlsruhe | –     | Berliner TuFC Viktoria 89 | 4:2 (2:1) | Breslau, Platz von Schlesien Breslau |

Na 16 minuten zette Worpitzky de hoofdstedelingen op voorsprong, echter blesseerde hij zich hierbij en speelde niet meer op volle sterkte verder. Karlsruhe-kapitein Arthur Beier maakte in de 30ste minuut gelijk en amper vier minuten later bracht Noë hen op voorsprong. In de tweede helft scoorden Leibold en Noë nog. In de 83ste minuut scoorde Röpnack nog voor Viktoria, maar het kalf was al verdronken. Phönix werd voor de eerste en enige keer in zijn geschiedenis kampioen.

## Topschutters
|    | Speler          | Club                      | Goals |
| -- | --------------- | ------------------------- | ----- |
| 1. | Willi Worpitzky | Berliner TuFC Viktoria 89 | 7     |
| 2. | Helmut Röpnack  | Berliner TuFC Viktoria 89 | 6     |
| 3. | Wilhelm Noë     | FC Phönix Karlsruhe       | 5     |
| 3. | Otto Reiser     | FC Phönix Karlsruhe       | 5     |
| 5. | Hermann Leibold | FC Phönix Karlsruhe       | 4     |